# Mistrovství České republiky v orientačním běhu 2013
21. ročník Mistrovství České republiky v orientačním běhu proběhl v roce 2013 ve čtyřech individuálních a dvou týmových disciplínách.

## Nejúspěšnější závodníci
Pořadí závodníků podle získaných medailí (tzv. olympijského hodnocení) všech mistrovských kategorií (D16 – mladší dorostenky, D18 – starší dorostenky, D20 – juniorky, D21 – ženy, H16 – mladší dorostenci, H18 – starší dorostenci, H20 – junioři, H21 – muži) v individuálních disciplínách v roce 2013. Uvedeni jsou závodníci, kteří získali alespoň dvě medaile a zároveň alespoň jednu zlatou medaili.
| Medailové pořadí závodníků na MČR | Medailové pořadí závodníků na MČR | Medailové pořadí závodníků na MČR | Medailové pořadí závodníků na MČR | Medailové pořadí závodníků na MČR |
| Jméno                             | 1. místo                          | 2. místo                          | 3. místo                          | Celkem                            |
| --------------------------------- | --------------------------------- | --------------------------------- | --------------------------------- | --------------------------------- |
| Adam Chloupek                     | 3                                 |                                   | 1                                 | 4                                 |
| Tereza Čechová                    | 2                                 | 1                                 |                                   | 3                                 |
| Anna Štičková                     | 2                                 |                                   | 1                                 | 3                                 |
| Iveta Duchová                     | 2                                 |                                   | 1                                 | 3                                 |
| Lenka Knapová                     | 2                                 |                                   |                                   | 2                                 |
| Dana Šafka Brožková               | 2                                 |                                   |                                   | 2                                 |
| Patrik Horák                      | 1                                 | 2                                 |                                   | 3                                 |
| Barbara Vavrysová                 | 1                                 | 2                                 |                                   | 3                                 |
| Filip Hadač                       | 1                                 | 1                                 |                                   | 2                                 |
| Adam Chromý                       | 1                                 | 1                                 |                                   | 2                                 |
| Vojtěch Král                      | 1                                 | 1                                 |                                   | 2                                 |
| Vojtěch Netuka                    | 1                                 | 1                                 |                                   | 2                                 |
| Kateřina Chromá                   | 1                                 | 1                                 |                                   | 2                                 |
| Vojtěch Sýkora                    | 1                                 |                                   | 2                                 | 3                                 |
| Vendula Horčičková                | 1                                 |                                   | 1                                 | 2                                 |
| Klára Novotná                     | 1                                 |                                   | 1                                 | 2                                 |
| Jan Šedivý                        | 1                                 |                                   | 1                                 | 2                                 |
| Jonáš Hubáček                     | 1                                 |                                   | 1                                 | 2                                 |

## Mistrovství ČR v nočním OB
| Datum závodu   | 20. 4. 2013   |  | Místo konání    | Dolní Bousov • aréna |  | Pořadatel       | Sportcentrum Jičín |
| Ředitel závodu | Robert Müller |  | Hlavní rozhodčí | Tomáš Kalenský       |  | Stavitel tratí  | Jaroslav Havlík    |
| Název mapy     | Rachvala      |  | Web závodu      | www                  |  | Výsledky závodu | ORIS               |

| Zkrácené výsledky             | Zkrácené výsledky       | Zkrácené výsledky           | Zkrácené výsledky       | Zkrácené výsledky       | Zkrácené výsledky | Zkrácené výsledky       | Zkrácené výsledky         | Zkrácené výsledky       | Zkrácené výsledky       |
| Pořadí                        | H21 – muži              | H21 – muži                  | H21 – muži              | H21 – muži              | Pořadí            | D21 – ženy              | D21 – ženy                | D21 – ženy              | D21 – ženy              |
| ----------------------------- | ----------------------- | --------------------------- | ----------------------- | ----------------------- | ----------------- | ----------------------- | ------------------------- | ----------------------- | ----------------------- |
| Zlatá medaile                 | Adam Chromý             | SK Žabovřesky Brno          | 1:14:45                 |                         | Zlatá medaile     | Iveta Duchová           | OK Lokomotiva Pardubice   | 58:26                   |                         |
| Stříbrná medaile              | Jan Procházka           | SK Praga                    | 1:14:51                 | +0:06                   | Stříbrná medaile  | Iva Rufferová           | OOB TJ Turnov             | 59:17                   | +0:51                   |
| Bronzová medaile              | Jan Šedivý              | SK Praga                    | 1:15:35                 | +0:50                   | Bronzová medaile  | Kristýna Kovářová       | Oddíl OB Kotlářka         | 1:02:31                 | +4:05                   |
| 4                             | Pavel Hradec            | OOB TJ Turnov               | 1:20:07                 | +5:22                   | 4                 | Lucie Krafková          | OOB TJ Turnov             | 1:05:20                 | +6:54                   |
| 5                             | Vít Bravený             | SK Žabovřesky Brno          | 1:21:24                 | +6:39                   | 5                 | Denisa Kosová           | OK 99 Hradec Králové      | 1:05:43                 | +7:17                   |
| 6                             | Martin Baier            | OOB TJ Turnov               | 1:22:54                 | +8:09                   | 6                 | Martina Hepnerová       | OK Slavia Hradec Králové  | 1:05:47                 | +7:21                   |
| 7                             | Daniel Hájek            | SK Žabovřesky Brno          | 1:23:43                 | +8:58                   | 7                 | Lenka Mechlová          | OK Slavia Hradec Králové  | 1:10:13                 | +11:47                  |
| 8                             | Petr Fodor              | OOB TJ Turnov               | 1:24:04                 | +9:19                   | 8                 | Eliška Kuncová          | SK Severka Šumperk        | 1:17:29                 | +19:03                  |
| 9                             | Matěj Kamenický         | OK Lokomotiva Pardubice     | 1:25:31                 | +10:46                  | 9                 | Kateřina Matrasová      | OOB SK Chrast             | 1:19:05                 | +20:39                  |
| 10                            | Michal Horáček          | Slavia Liberec orienteering | 1:26:04                 | +11:19                  | 10                | Marie Krejčíková        | SKOB Zlín                 | 1:20:34                 | +22:08                  |
| Pořadí                        | H20 – junioři           | H20 – junioři               | H20 – junioři           | H20 – junioři           | Pořadí            | D20 – juniorky          | D20 – juniorky            | D20 – juniorky          | D20 – juniorky          |
| Zlatá medaile                 | Filip Hadač             | Orientační Běh Opava        | 51:27                   |                         | Zlatá medaile     | Anna Morawska           | Polsko                    | 47:42                   |                         |
| Stříbrná medaile              | Michal Hubáček          | OOB TJ Slovan Luhačovice    | 53:38                   | +2:11                   | Stříbrná medaile  | Barbora Hrušková        | SK Žabovřesky Brno        | 48:27                   | +0:45                   |
| Bronzová medaile              | Adam Chloupek           | SK Žabovřesky Brno          | 54:15                   | +2:48                   | Bronzová medaile  | Agata Stankiewicz       | Polsko                    | 49:34                   | +1:52                   |
| Pořadí                        | H18 – starší dorostenci | H18 – starší dorostenci     | H18 – starší dorostenci | H18 – starší dorostenci | Pořadí            | D18 – starší dorostenky | D18 – starší dorostenky   | D18 – starší dorostenky | D18 – starší dorostenky |
| Zlatá medaile                 | Adam Waněk              | OOS TJ Spartak Vrchlabí     | 48:23                   |                         | Zlatá medaile     | Lenka Svobodová         | OK 99 Hradec Králové      | 44:45                   |                         |
| Stříbrná medaile              | Patrik Horák            | OOB TJ Turnov               | 51:57                   | +3:34                   | Stříbrná medaile  | Karolína Bořánková      | OK Kamenice               | 45:20                   | +0:35                   |
| Bronzová medaile              | Krzysztof Wołowczyk     | Polsko                      | 53:28                   | +5:05                   | Bronzová medaile  | Simona Chládková        | OK Lokomotiva Pardubice   | 46:14                   | +1:29                   |
| Pořadí                        | H16 – mladší dorostenci | H16 – mladší dorostenci     | H16 – mladší dorostenci | H16 – mladší dorostenci | Pořadí            | D16 – mladší dorostenky | D16 – mladší dorostenky   | D16 – mladší dorostenky | D16 – mladší dorostenky |
| Zlatá medaile                 | Jaromír Mielec          | OOB TJ Baník Ostrava        | 44:17                   |                         | Zlatá medaile     | Barbara Vavrysová       | OOB TJ Slovan Luhačovice  | 37:21                   |                         |
| Stříbrná medaile              | Vojtěch Netuka          | OK Slavia Hradec Králové    | 48:34                   | +4:17                   | Stříbrná medaile  | Lenka Kovářová          | OOB TJ Lokomotiva Teplice | 42:36                   | +5:15                   |
| Bronzová medaile              | Vojtěch Sýkora          | OOB TJ Slovan Luhačovice    | 49:35                   | +5:18                   | Bronzová medaile  | Barbora Chaloupská      | OK 99 Hradec Králové      | 46:01                   | +8:40                   |
| << předchozí • následující >> |                         |                             |                         |                         |                   |                         |                           |                         |                         |

Souhrnné informace naleznete v článku Mistrovství České republiky v nočním orientačním běhu.

## Mistrovství ČR ve sprintu
Záznam vysílání Čt sport s délkou 54 minut připravila Česká televize.
| Datum závodu   | 8. 5. 2013     |  | Místo konání    | Chrudim • aréna |  | Pořadatel       | OK Lokomotiva Pardubice |
| Ředitel závodu | Dušan Stránský |  | Hlavní rozhodčí | Petr Klimpl     |  | Stavitel tratí  | Adam Zitka              |
| Název mapy     | Chrudim        |  | Web závodu      | www             |  | Výsledky závodu | ORIS                    |

| Zkrácené výsledky             | Zkrácené výsledky       | Zkrácené výsledky        | Zkrácené výsledky       | Zkrácené výsledky       | Zkrácené výsledky | Zkrácené výsledky       | Zkrácené výsledky        | Zkrácené výsledky       | Zkrácené výsledky       |
| Pořadí                        | H21 – muži              | H21 – muži               | H21 – muži              | H21 – muži              | Pořadí            | D21 – ženy              | D21 – ženy               | D21 – ženy              | D21 – ženy              |
| ----------------------------- | ----------------------- | ------------------------ | ----------------------- | ----------------------- | ----------------- | ----------------------- | ------------------------ | ----------------------- | ----------------------- |
| Zlatá medaile                 | Vojtěch Král            | SK Severka Šumperk       | 14:47                   |                         | Zlatá medaile     | Dana Šafka Brožková     | Sportcentrum Jičín       | 16:25                   |                         |
| Stříbrná medaile              | Jan Procházka           | SK Praga                 | 14:49                   | +0:02                   | Stříbrná medaile  | Martina Zvěřinová       | OK Lokomotiva Pardubice  | 16:59                   | +0:34                   |
| Bronzová medaile              | Jan Petržela            | OK 99 Hradec Králové     | 15:04                   | +0:17                   | Bronzová medaile  | Iveta Duchová           | OK Lokomotiva Pardubice  | 17:06                   | +0:41                   |
| 4                             | Štěpán Kodeda           | Sportcentrum Jičín       | 15:13                   | +0:26                   | 4                 | Jana Knapová            | OK Lokomotiva Pardubice  | 17:35                   | +1:10                   |
| 5                             | Pavel Hradec            | OOB TJ Turnov            | 15:34                   | +0:47                   | 5                 | Marta Fenclová          | OK Lokomotiva Pardubice  | 17:38                   | +1:13                   |
| 6                             | Miloš Nykodým           | SK Žabovřesky Brno       | 15:35                   | +0:48                   | 6                 | Šárka Svobodná          | Oddíl OB Kotlářka        | 17:47                   | +1:22                   |
| 7                             | Pavel Kubát             | OK 99 Hradec Králové     | 15:45                   | +0:58                   | 7                 | Kamila Gregorová        | SK OB Chotěboř           | 17:50                   | +1:25                   |
| 8                             | Jan Mrázek              | Sportcentrum Jičín       | 15:56                   | +1:09                   | 8                 | Ivana Bochenková        | Sportcentrum Jičín       | 18:00                   | +1:35                   |
| 9                             | Jan Flašar              | SK Praga                 | 15:59                   | +1:12                   | 9                 | Jana Macinská           | OK 99 Hradec Králové     | 18:09                   | +1:44                   |
| 10                            | Petr Losman             | OK 99 Hradec Králové     | 16:08                   | +1:21                   | 10                | Monika Topinková        | OK 99 Hradec Králové     | 18:10                   | +1:45                   |
| Pořadí                        | H20 – junioři           | H20 – junioři            | H20 – junioři           | H20 – junioři           | Pořadí            | D20 – juniorky          | D20 – juniorky           | D20 – juniorky          | D20 – juniorky          |
| Zlatá medaile                 | Adam Chloupek           | SK Žabovřesky Brno       | 13:24                   |                         | Zlatá medaile     | Vendula Horčičková      | SOB Olomouc              | 13:36                   |                         |
| Stříbrná medaile              | Vít Zakouřil            | OOB TJ Turnov            | 14:01                   | +0:37                   | Stříbrná medaile  | Markéta Tesařová        | SK Žabovřesky Brno       | 14:04                   | +0:28                   |
| Bronzová medaile              | Michal Hubáček          | OOB TJ Slovan Luhačovice | 14:11                   | +0:47                   | Bronzová medaile  | Barbora Hrušková        | SK Žabovřesky Brno       | 14:14                   | +0:38                   |
| Pořadí                        | H18 – starší dorostenci | H18 – starší dorostenci  | H18 – starší dorostenci | H18 – starší dorostenci | Pořadí            | D18 – starší dorostenky | D18 – starší dorostenky  | D18 – starší dorostenky | D18 – starší dorostenky |
| Zlatá medaile                 | Patrik Horák            | OOB TJ Turnov            | 14:45                   |                         | Zlatá medaile     | Karolína Hausenblasová  | OK Kamenice              | 13:58                   |                         |
| Stříbrná medaile              | Mateusz Dzioba          | OK 99 Hradec Králové     | 15:08                   | +0:23                   | Stříbrná medaile  | Petra Hančová           | OOS TJ Spartak Vrchlabí  | 14:15                   | +0:17                   |
| Bronzová medaile              | Bartlomiej Szeliga      | TJ Stadion Nový Bor      | 15:15                   | +0:30                   | Bronzová medaile  | Anna Štičková           | TJ Loko Liberec          | 14:22                   | +0:24                   |
| Pořadí                        | H16 – mladší dorostenci | H16 – mladší dorostenci  | H16 – mladší dorostenci | H16 – mladší dorostenci | Pořadí            | D16 – mladší dorostenky | D16 – mladší dorostenky  | D16 – mladší dorostenky | D16 – mladší dorostenky |
| Zlatá medaile                 | Vojtěch Sýkora          | OOB TJ Slovan Luhačovice | 14:05                   |                         | Zlatá medaile     | Tereza Čechová          | OK Jihlava               | 14:06                   |                         |
| Stříbrná medaile              | Ondra Starý             | OOS TJ Spartak Vrchlabí  | 14:31                   | +0:26                   | Stříbrná medaile  | Barbara Vavrysová       | OOB TJ Slovan Luhačovice | 14:47                   | +0:41                   |
| Bronzová medaile              | Ondřej Sedláček         | KČT - OB Holešov         | 14:39                   | +0:34                   | Bronzová medaile  | Klára Novotná           | OK 99 Hradec Králové     | 14:49                   | +0:43                   |
| << předchozí • následující >> |                         |                          |                         |                         |                   |                         |                          |                         |                         |

Souhrnné informace naleznete v článku Mistrovství České republiky v orientačním běhu ve sprintu.

## Mistrovství ČR na krátké trati
| Datum závodu   | 22.–23. 6. 2013 |  | Místo konání    | Kunčice • aréna |  | Pořadatel       | SK Severka Šumperk          |
| Ředitel závodu | Zdenka Králová  |  | Hlavní rozhodčí | Petr Turczer    |  | Stavitelé tratí | Luděk Krtička, Vojtěch Král |
| Název mapy     | Kunčická hora   |  | Web závodu      | www             |  | Výsledky závodu | ORIS                        |

| Zkrácené výsledky             | Zkrácené výsledky       | Zkrácené výsledky        | Zkrácené výsledky       | Zkrácené výsledky       | Zkrácené výsledky | Zkrácené výsledky       | Zkrácené výsledky       | Zkrácené výsledky       | Zkrácené výsledky       |
| Pořadí                        | H21 – muži              | H21 – muži               | H21 – muži              | H21 – muži              | Pořadí            | D21 – ženy              | D21 – ženy              | D21 – ženy              | D21 – ženy              |
| ----------------------------- | ----------------------- | ------------------------ | ----------------------- | ----------------------- | ----------------- | ----------------------- | ----------------------- | ----------------------- | ----------------------- |
| Zlatá medaile                 | Miloš Nykodým           | SK Žabovřesky Brno       | 33:02                   |                         | Zlatá medaile     | Iveta Duchová           | OK Lokomotiva Pardubice | 28:14                   |                         |
| Stříbrná medaile              | Adam Chromý             | SK Žabovřesky Brno       | 33:24                   | +0:22                   | Stříbrná medaile  | Radka Brožková          | Sportcentrum Jičín      | 30:23                   | +2:09                   |
| Bronzová medaile              | Michal Krajčík          | Slovensko                | 35:07                   | +2:05                   | Bronzová medaile  | Jana Knapová            | OK Lokomotiva Pardubice | 30:29                   | +2:15                   |
| 4                             | Daniel Wolf             | OOB TJ Turnov            | 35:22                   | +2:20                   | 4                 | Martina Zvěřinová       | OK Lokomotiva Pardubice | 32:03                   | +3:49                   |
| 5                             | Daniel Hájek            | SK Žabovřesky Brno       | 35:40                   | +2:38                   | 5                 | Hana Hlavová            | SK Žabovřesky Brno      | 32:34                   | +4:20                   |
| 6                             | Petr Losman             | OK 99 Hradec Králové     | 35:55                   | +2:53                   | 6                 | Kristýna Kovářová       | Oddíl OB Kotlářka       | 32:41                   | +4:27                   |
| 7                             | Jan Palas               | SK Žabovřesky Brno       | 36:08                   | +3:06                   | 7                 | Jana Macinská           | OK 99 Hradec Králové    | 32:50                   | +4:36                   |
| 8                             | Pavel Kubát             | OK 99 Hradec Králové     | 36:23                   | +3:21                   | 8                 | Zuzana Hermanová        | OK Lokomotiva Pardubice | 33:47                   | +5:33                   |
| 9                             | Matěj Kamenický         | OK Lokomotiva Pardubice  | 37:21                   | +4:19                   | 9                 | Michaela Przyczková     | OK Lokomotiva Pardubice | 34:13                   | +5:59                   |
| 10                            | Michal Smola            | SKOB Zlín                | 37:36                   | +4:34                   | 10                | Lucie Krafková          | OOB TJ Turnov           | 34:27                   | +6:13                   |
| Pořadí                        | H20 – junioři           | H20 – junioři            | H20 – junioři           | H20 – junioři           | Pořadí            | D20 – juniorky          | D20 – juniorky          | D20 – juniorky          | D20 – juniorky          |
| Zlatá medaile                 | Adam Chloupek           | SK Žabovřesky Brno       | 26:40                   |                         | Zlatá medaile     | Kateřina Chromá         | SK Žabovřesky Brno      | 23:56                   |                         |
| Stříbrná medaile              | Filip Hadač             | Orientační Běh Opava     | 27:37                   | +0:57                   | Zlatá medaile     | Lenka Knapová           | OK Lokomotiva Pardubice | 23:48                   | +-1:52                  |
| Bronzová medaile              | Jan Grundmann           | OK Lokomotiva Pardubice  | 28:03                   | +1:23                   | Bronzová medaile  | Markéta Tesařová        | SK Žabovřesky Brno      | 24:20                   | +0:24                   |
| Pořadí                        | H18 – starší dorostenci | H18 – starší dorostenci  | H18 – starší dorostenci | H18 – starší dorostenci | Pořadí            | D18 – starší dorostenky | D18 – starší dorostenky | D18 – starší dorostenky | D18 – starší dorostenky |
| Zlatá medaile                 | Jonáš Hubáček           | OOB TJ Slovan Luhačovice | 23:13                   |                         | Zlatá medaile     | Anna Štičková           | TJ Loko Liberec         | 23:20                   |                         |
| Stříbrná medaile              | Jan Pavlovec            | OK Jiskra Nový Bor       | 25:16                   | +2:03                   | Stříbrná medaile  | Kristýna Hlubučková     | OK Kamenice             | 25:22                   | +2:02                   |
| Bronzová medaile              | Krzysztof Wolowczyk     | Polsko                   | 26:21                   | +3:08                   | Bronzová medaile  | Simona Chládková        | OK Lokomotiva Pardubice | 25:29                   | +2:09                   |
| Pořadí                        | H16 – mladší dorostenci | H16 – mladší dorostenci  | H16 – mladší dorostenci | H16 – mladší dorostenci | Pořadí            | D16 – mladší dorostenky | D16 – mladší dorostenky | D16 – mladší dorostenky | D16 – mladší dorostenky |
| Zlatá medaile                 | Vojtěch Netuka          | OK Slavia Hradec Králové | 22:13                   |                         | Zlatá medaile     | Klára Novotná           | OK 99 Hradec Králové    | 20:14                   |                         |
| Stříbrná medaile              | Otakar Hirš             | VSK Mendelu Brno         | 24:30                   | +2:17                   | Stříbrná medaile  | Tereza Čechová          | OK Jihlava              | 20:16                   | +0:02                   |
| Bronzová medaile              | Vojtěch Sýkora          | OOB TJ Slovan Luhačovice | 26:08                   | +3:55                   | Bronzová medaile  | Jana Tesařová           | TJ TŽ Třinec            | 22:02                   | +1:48                   |
| << předchozí • následující >> |                         |                          |                         |                         |                   |                         |                         |                         |                         |

Souhrnné informace naleznete v článku Mistrovství České republiky v orientačním běhu na krátké trati.

## Mistrovství ČR na klasické trati
| Datum závodu   | 21.–22. 9. 2013  |  | Místo konání    | Rejvíz • aréna                                  |  | Pořadatel       | Magnus Orienteering           |
| Ředitel závodu | David Aleš       |  | Hlavní rozhodčí | Jaroslav Strachota                              |  | Stavitelé tratí | Tomáš Navrátil, Štěpán Hrobař |
| Název mapy     | Chlapecké kameny |  | Web závodu      | www Archivováno 23. 5. 2018 na Wayback Machine. |  | Výsledky závodu | ORIS                          |

| Zkrácené výsledky             | Zkrácené výsledky       | Zkrácené výsledky        | Zkrácené výsledky       | Zkrácené výsledky       | Zkrácené výsledky | Zkrácené výsledky       | Zkrácené výsledky        | Zkrácené výsledky       | Zkrácené výsledky       |
| Pořadí                        | H21 – muži              | H21 – muži               | H21 – muži              | H21 – muži              | Pořadí            | D21 – ženy              | D21 – ženy               | D21 – ženy              | D21 – ženy              |
| ----------------------------- | ----------------------- | ------------------------ | ----------------------- | ----------------------- | ----------------- | ----------------------- | ------------------------ | ----------------------- | ----------------------- |
| Zlatá medaile                 | Jan Šedivý              | SK Praga                 | 1:21:56                 |                         | Zlatá medaile     | Dana Šafka Brožková     | Sportcentrum Jičín       | 1:07:56                 |                         |
| Stříbrná medaile              | Vojtěch Král            | SK Severka Šumperk       | 1:25:54                 | +3:58                   | Stříbrná medaile  | Michaela Omová          | OOB TJ Turnov            | 1:10:53                 | +2:57                   |
| Bronzová medaile              | Tomáš Dlabaja           | OOB TJ Turnov            | 1:27:09                 | +5:13                   | Bronzová medaile  | Kamila Gregorová        | SK OB Chotěboř           | 1:12:03                 | +4:07                   |
| 4                             | Jan Procházka           | SK Praga                 | 1:27:59                 | +6:03                   | 4                 | Jana Knapová            | OK Lokomotiva Pardubice  | 1:13:03                 | +5:07                   |
| 5                             | Pavel Kubát             | OK 99 Hradec Králové     | 1:28:33                 | +6:37                   | 5                 | Radka Brožková          | Sportcentrum Jičín       | 1:13:26                 | +5:30                   |
| 6                             | Adam Chromý             | SK Žabovřesky Brno       | 1:31:33                 | +9:37                   | 6                 | Iveta Duchová           | OK Lokomotiva Pardubice  | 1:13:47                 | +5:51                   |
| 7                             | Daniel Hájek            | SK Žabovřesky Brno       | 1:32:57                 | +11:01                  | 7                 | Monika Topinková        | OK 99 Hradec Králové     | 1:14:17                 | +6:21                   |
| 8                             | Miloš Nykodým           | SK Žabovřesky Brno       | 1:33:02                 | +11:06                  | 8                 | Michaela Przyczková     | OK Lokomotiva Pardubice  | 1:14:39                 | +6:43                   |
| 9                             | Michal Jedlička         | OK Slavia Hradec Králové | 1:33:14                 | +11:18                  | 9                 | Iva Rufferová           | OOB TJ Turnov            | 1:15:12                 | +7:16                   |
| 10                            | Jan Perůtka             | OOB TJ Slovan Luhačovice | 1:34:33                 | +12:37                  | 10                | Martina Zvěřinová       | OK Lokomotiva Pardubice  | 1:15:51                 | +7:55                   |
| Pořadí                        | H20 – junioři           | H20 – junioři            | H20 – junioři           | H20 – junioři           | Pořadí            | D20 – juniorky          | D20 – juniorky           | D20 – juniorky          | D20 – juniorky          |
| Zlatá medaile                 | Adam Chloupek           | SK Žabovřesky Brno       | 1:09:20                 |                         | Zlatá medaile     | Lenka Knapová           | OK Lokomotiva Pardubice  | 55:13                   |                         |
| Stříbrná medaile              | Piotr Parfianowicz      | Polsko                   | 1:09:32                 | +0:12                   | Stříbrná medaile  | Kateřina Chromá         | SK Žabovřesky Brno       | 58:03                   | +2:50                   |
| Bronzová medaile              | Jan Grundmann           | OK Lokomotiva Pardubice  | 1:09:37                 | +0:17                   | Bronzová medaile  | Vendula Horčičková      | SOB Olomouc              | 59:29                   | +4:16                   |
| Pořadí                        | H18 – starší dorostenci | H18 – starší dorostenci  | H18 – starší dorostenci | H18 – starší dorostenci | Pořadí            | D18 – starší dorostenky | D18 – starší dorostenky  | D18 – starší dorostenky | D18 – starší dorostenky |
| Zlatá medaile                 | Matouš Fürst            | TJ Loko Liberec          | 57:26                   |                         | Zlatá medaile     | Anna Štičková           | TJ Loko Liberec          | 50:13                   |                         |
| Stříbrná medaile              | Patrik Horák            | OOB TJ Turnov            | 58:31                   | +1:05                   | Stříbrná medaile  | Karolína Bořánková      | OK Kamenice              | 50:35                   | +0:22                   |
| Bronzová medaile              | Jonáš Hubáček           | OOB TJ Slovan Luhačovice | 59:38                   | +2:12                   | Bronzová medaile  | Weronika Cych           | OK 99 Hradec Králové     | 50:42                   | +0:29                   |
| Pořadí                        | H16 – mladší dorostenci | H16 – mladší dorostenci  | H16 – mladší dorostenci | H16 – mladší dorostenci | Pořadí            | D16 – mladší dorostenky | D16 – mladší dorostenky  | D16 – mladší dorostenky | D16 – mladší dorostenky |
| Zlatá medaile                 | Adam Růžička            | OK 99 Hradec Králové     | 46:59                   |                         | Zlatá medaile     | Tereza Čechová          | OK Jihlava               | 43:36                   |                         |
| Stříbrná medaile              | Daniel Vandas           | OK 99 Hradec Králové     | 47:33                   | +0:34                   | Stříbrná medaile  | Barbara Vavrysová       | OOB TJ Slovan Luhačovice | 45:36                   | +2:00                   |
| Bronzová medaile              | Maté Dalos              | BETA URSUS Orienteering  | 49:11                   | +2:12                   | Bronzová medaile  | Barbora Vyhnálková      | VŠSK MFF UK Praha        | 46:01                   | +2:25                   |
| << předchozí • následující >> |                         |                          |                         |                         |                   |                         |                          |                         |                         |

Souhrnné informace naleznete v článku Mistrovství České republiky v orientačním běhu na klasické trati.

## Mistrovství ČR štafet
| Datum závodu   | 28. 9. 2013    |  | Místo konání    | Mšeno nad Nisou - Břízky • aréna |  | Pořadatel       | OOB TJ Tatran Jablonec n. N. |
| Ředitel závodu | Zdeněk Zuzánek |  | Hlavní rozhodčí | Přemek Škoda                     |  | Stavitel tratí  | Jan Picek                    |
| Název mapy     | Břízky západ   |  | Web závodu      |                                  |  | Výsledky závodu | ORIS                         |

| Zkrácené výsledky             | Zkrácené výsledky                                                   | Zkrácené výsledky | Zkrácené výsledky | Zkrácené výsledky | Zkrácené výsledky                                                        | Zkrácené výsledky | Zkrácené výsledky | Zkrácené výsledky | Zkrácené výsledky |
| Pořadí                        | H21 – muži                                                          | H21 – muži        | H21 – muži        | Pořadí            | D21 – ženy                                                               | D21 – ženy        | D21 – ženy        |                   |                   |
| ----------------------------- | ------------------------------------------------------------------- | ----------------- | ----------------- | ----------------- | ------------------------------------------------------------------------ | ----------------- | ----------------- | ----------------- | ----------------- |
| Zlatá medaile                 | SK Praga Jan Flašar Jan Procházka Jan Šedivý                        | 2:10:00           |                   | Zlatá medaile     | OK Lokomotiva Pardubice Martina Zvěřinová Jana Knapová Iveta Duchová     | 2:01:54           |                   |                   |                   |
| Stříbrná medaile              | SK Žabovřesky Brno Adam Chloupek Miloš Nykodým Adam Chromý          | 2:10:10           | +0:10             | Stříbrná medaile  | Sportcentrum Jičín Martina Uvizlová Radka Brožková Dana Šafka Brožková   | 2:06:49           | +4:55             |                   |                   |
| Bronzová medaile              | Sportcentrum Jičín Ondřej Kazda Jan Mrázek Štěpán Kodeda            | 2:11:56           | +1:56             | Bronzová medaile  | OK Lokomotiva Pardubice Marta Fenclová Michaela Przyczková Lenka Knapová | 2:08:04           | +6:10             |                   |                   |
| 4                             | OOB TJ Turnov Martin Baier Pavel Hradec Tomáš Dlabaja               | 2:12:35           | +2:35             | 4                 | OOB TJ Turnov Lucie Krafková Iva Rufferová Michaela Omová                | 2:09:13           | +7:19             |                   |                   |
| 5                             | OK 99 Hradec Králové Petr Losman Jakub Kamenický Pavel Kubát        | 2:12:50           | +2:50             | 5                 | OK 99 Hradec Králové Denisa Kosová Jana Macinská Monika Topinková        | 2:11:11           | +9:17             |                   |                   |
| Pořadí                        | H18 – dorostenci                                                    | H18 – dorostenci  | H18 – dorostenci  | Pořadí            | D18 – dorostenky                                                         | D18 – dorostenky  | D18 – dorostenky  |                   |                   |
| Zlatá medaile                 | OOB TJ Turnov Jan Pavlovec Filip Wolf Patrik Horák                  | 2:04:41           |                   | Zlatá medaile     | OK Kamenice Marie Procházková Kristýna Hlubučková Karolína Bořánková     | 1:50:20           |                   |                   |                   |
| Stříbrná medaile              | OOB TJ Slovan Luhačovice Jonáš Hubáček Vojtěch Sýkora Štěpán Mudrák | 2:04:48           | +0:07             | Stříbrná medaile  | TJ Loko Liberec Lucie Hoidekrová Lenka Kovářová Anna Štičková            | 1:54:48           | +4:28             |                   |                   |
| Bronzová medaile              | OK Jihlava Jan Čech Jan Bořil Vojtěch Vacek                         | 2:06:27           | +1:46             | Bronzová medaile  | OK 99 Hradec Králové Klára Novotná Barbora Chaloupská Lenka Svobodová    | 1:55:36           | +5:16             |                   |                   |
| << předchozí • následující >> |                                                                     |                   |                   |                   |                                                                          |                   |                   |                   |                   |

Souhrnné informace naleznete v článku Mistrovství České republiky v orientačním běhu štafet.

## Mistrovství ČR klubů a oblastních výběrů
| Datum závodu   | 29. 9. 2013    |  | Místo konání    | Mšeno nad Nisou - Břízky • aréna |  | Pořadatel       | OOB TJ Tatran Jablonec n. N. |
| Ředitel závodu | Zdeněk Zuzánek |  | Hlavní rozhodčí | Přemek Škoda                     |  | Stavitel tratí  | Jan Picek                    |
| Název mapy     | Břízky východ  |  | Web závodu      |                                  |  | Výsledky závodu | ORIS                         |

| Zkrácené výsledky             | Zkrácené výsledky | Zkrácené výsledky | Zkrácené výsledky | Zkrácené výsledky | Zkrácené výsledky | Zkrácené výsledky | Zkrácené výsledky | Zkrácené výsledky | Zkrácené výsledky |
| Pořadí                        | DH21 - dospělí | DH21 - dospělí    | DH21 - dospělí    | Pořadí            | DH18 - dorost | DH18 - dorost     | DH18 - dorost     |                   |                   |
| ----------------------------- | --- | ----------------- | ----------------- | ----------------- | --- | ----------------- | ----------------- | ----------------- | ----------------- |
| Zlatá medaile                 | OOB TJ Turnov Martin Baier Lucie Krafková Daniel Wolf Iva Rufferová Pavel Hradec Michaela Omová Tomáš Dlabaja                 | 4:41:17           |                   | Zlatá medaile     | OOB TJ Turnov Filip Wolf Alena Linková Markus Grätsch Ludmila Hudská Patrik Horák Dorothea Müller Jan Pavlovec                   | 4:33:39           |                   |                   |                   |
| Stříbrná medaile              | Sportcentrum Jičín Jan Beneš Radka Brožková Martin Henych Martina Uvizlová Jan Mrázek Dana Šafka Brožková Štěpán Kodeda       | 4:43:20           | +2:03             | Stříbrná medaile  | OOB TJ Slovan Luhačovice Štěpán Mudrák Barbara Vavrysová Jan Slíva Klára Končáková Jonáš Hubáček Martina Papugová Vojtěch Sýkora | 4:33:52           | +0:13             |                   |                   |
| Bronzová medaile              | SK Žabovřesky Brno Adam Chloupek Kateřina Chromá Daniel Hájek Jindra Hlavová Miloš Nykodým Eva Kabáthová Adam Chromý          | 4:48:12           | +6:55             | Bronzová medaile  | OK 99 Hradec Králové Matěj Mašata Lenka Svobodová Petr Horáček Barbora Chaloupská Daniel Vandas Klára Novotná Adam Růžička       | 4:38:01           | +4:22             |                   |                   |
| 4                             | OK Lokomotiva Pardubice Matěj Kamenický Jana Knapová David Procházka Martina Zvěřinová Petr Zvěřina Iveta Duchová Radek Nožka | 4:52:04           | +10:47            | 4                 | OK Kamenice Šimon Hausenblas Marie Procházková Tomáš Jíra Kristýna Hlubučková Jiří Valášek Karolína Bořánková Vojtěch Kettner    | 4:48:34           | +14:55            |                   |                   |
| 5                             | OK 99 Hradec Králové Jan Panchártek Jana Macinská Jakub Kamenický Denisa Kosová Petr Losman Monika Topinková Pavel Kubát      | 4:55:01           | +13:44            | 5                 | OK Jihlava Dominik Frýba Kristýna Petráčková Jan Bořil Anna Vacková Jan Čech Tereza Čechová Vojtěch Vacek                        | 4:50:16           | +16:37            |                   |                   |
| << předchozí • následující >> | |                   |                   |                   | |                   |                   |                   |                   |

Souhrnné informace naleznete v článku Mistrovství České republiky v orientačním běhu klubů a oblastních výběrů.